# Ramón Rubín Rivas
Ramón Rubín Rivas (Mazatlán, Sinaloa, 11 de junio de 1912 – Guadalajara, Jalisco, 25 de mayo de 1999), conocido simplemente como Ramón Rubín, fue un escritor, novelista, cuentista y narrador mexicano reconocido por abordar temas como el indigenismo, profesor de la Universidad de Guadalajara, ganador del Premio de las Américas de la Asociación de Libreros de Nuevo México (1994), del Premio Sinaloa de Ciencias y Artes (1995) y del Premio Jalisco (1997).
Su obra abarca aspectos antropológicos, históricos y ecológicos. Escribió al menos 20 novelas, la más conocida La bruma lo vuelve azul (1954) y alrededor de 500 cuentos breves publicados en periódicos como El informador y recopilados en antologías.

## Biografía
Nació en Mazatlán, Sinaloa en 1912 y a los dos años de edad su padre, de origen español, lo llevó a España con el fin de atender una marisma de su propiedad. Ahí estudió el bachillerato en un colegio de frailes agustinos del cual fue expulsado por rebelde. A los 16 años regresa a su ciudad natal.
En 1936, cuando estalla la guerra civil española y motivado por sus raíces paternas se junta con tres españoles indocumentados y solicita al embajador Félix Gordón Ordás ser enviados a batalla. Se embarcan en una nave llamada Magallanes con un cargamento muy vasto de armamento que entregaron a los republicanos; en Barcelona el Partido Socialista Unificado de Cataluña los rechaza y entonces regresan a México. A su retorno, Ramón Rubín es expulsado del Partido Comunista Mexicano por su ideología con tendencias trotskistas.
Escribe su primera novela aún muchacho, luego de que su maestro de mecanografía le ha recomendado redactar lo que desee, pero con ortografía. Crece en Mazatlán, donde gana un concurso literario local; a raíz de esto, es buscado por otros jóvenes mazatlecos que escriben y pintan.
En 1937 participa en el concurso de los juegos florales en el carnaval de Mazatlán, y dos de sus cuentos resultan ganadores del segundo y el tercer lugar, respectivamente. Gracias a tal acontecimiento hace amistad con intelectuales locales como Solón Zabre, rector de la Universidad de Culiacán (que nunca ha existido) y de la Universidad del Noroeste, quien lo invita a impartir las clases de Geografía económica y social, Zoología y Geografía Física. Por cuestiones económicas sólo dura seis meses.Al año siguiente va al periódico Excélsior y deja sobre el escritorio de Armando Roque Sosa Ferreiro, director de Revista de Revistas el cuento ”Los músicos de Ixpalino”. Después de cinco publicaciones,  el director lo invita a ser colaborador permanente.
Llevado por la necesidad, viajó por México muchas veces. Se jactaba de conocer México de Sásabe a la península de Yucatán. Ramón Rubín decía: «Yo nunca he sido un escritor de café o de gabinete; mi obra está toda inspirada en mis continuos viajes». A lo largo de su vida Ramón Rubín desempeñó múltiples oficios, como cargador, empleado de mostrador, vendedor, obrero en fábricas de harina, jabón. Buscó especialmente aquellos trabajos que le permitieran viajar en territorio nacional y aun otros países.
En Jalisco, Rubín era propietario de dos fábricas de calzado, las cuales donó a sus trabajadores para que formaran sendas cooperativas. Su paso por la Universidad de Guadalajara como catedrático fue breve (seis meses), pero entabla amistad con intelectuales como Adalberto Navarro Sánchez y Wolfgang Vogt. En 1942 publica su primera novela, Cuentos del medio rural. En julio de 1954 publica La bruma lo vuelve azul.
Su libro Cuentos del mundo mestizo incluye los cuentos «El duelo», que sirvió de base para la obra teatral Los cuervos están de luto, de Hugo Argüelles, y «El tonto de Pueblo Viejo», que le hizo merecedor a un accésit en los Juegos Florales de Mazatlán.

### Vida en Autlán
Hacia 1973 se muda a Autlán de la Grana, junto con su esposa Martha González, donde permanecería hasta 1995 por problemas de salud. La estancia en Autlán de la Grana, de casi 22 años significó para Ramón Rubín el dedicarse por completo a las letras.
Ramón Rubín se mudó a Autlán, además de la lejanía de la ciudad de Guadalajara, el ideal clima templado de la Mesa Central y playas comunicadas por carreteras pavimentadas, lo alentó saber que ahí ya tenía una residencia segura. Así en 1973, decidió irse a vivir a Autlán por su amor a la piscicultura:
“Estudié la posibilidad de criar allí un carnívoro, que podía ser trucha o lobina, asistido por la tilapia herbívora como forrajero y en el fondo rocoso del arroyo chacales o langostinos de río; y me pareció viable.”
En 1981, ya instalado en Autlán, comenzó a trabajar en la creación del Grupo Cultura Autlense con el fin de reactivar la vida cultural de la comunidad con él como presidente honorario. Dentro de estas conferencias exponían temas de cultura general, en tanto que el público presente era además interlocutor.
En Autlán escribió el resto de sus novelas, así como publicaciones periódicas dentro del suplemento cultural del periódico El Informador en los cuales se tratan temas diversos, tanto de interés personal, como cultural. Su obra literaria en Autlán fue variada, desde escribir folletos para CulturAutlán hasta novelas tales como: Monografías del Valle de Autlán, Pedro Zamora: historia de un violador, Piscifactorías y El cultivo y aprovechamiento de ranas.
En 1995, se fue a vivir a San Miguel Cuyutlán, cerca de Cajititlán junto con su hija y tiempo después regresó a Guadalajara donde pasó el resto de sus días.

### Muerte
Murió a causa de una enfermedad a los 87 años el 25 de mayo de 2000, en Guadalajara, Jalisco. Fue sepultado en el Panteón de Mezquitán junto a sus padres y su esposa.

## Activismo y literatura
Rubín se vuelve presidente en 1953 del Comité Provisional para la Conservación del Lago de Chapala, que busca proteger el lago ante la decisión de  desecar una parte de su superficie con fines de aprovechamiento agrícola. Publica en El Informador artículos con el fin de concientizar y sensibilizar a la población, además de proclamarse en contra de este crimen contra los recursos naturales.
Su novela La canoa perdida  (1951) se desarrolla en la ribera del lago y es considerada como una de las primeras tesis ecologistas de la narrativa mexicana.
En 1960 Ramón Rubín escribe una monografía novelada titulada Lago Cajititlán, inspirado por su lucha contra el lirio que lo invadía. 

### Ambiente literario
Ramón Rubín al contrario de muchos de sus contemporáneos se caracterizó por alejarse del auge literario de la capital. En sus propias palabras “Sufrió durante largos periodos de tiempo el ostracismo, eso que llaman política del silencio, por no ser lo bastante respetuoso con los santones de nuestra manipulada literatura”. Sin embargo entabló amistad con personajes como Juan Rulfo y José Revueltas, quien se encargó de adaptar cinematográficamente algunas de sus obras.
Su interés por defender el lago de Chapala le costó la enemistad con importantes figuras de la política y la literatura mexicana . «Se le interpusieron dos personajes que serían sus enemigos personales: Agustín Yáñez, quien fue gobernador de Jalisco en los tiempos de la crisis del lago de 1955, y Alfonso Reyes Ochoa. Ambos personajes le “impidieron el acceso a espacios importantes en la vida literaria nacional”. De hecho, las obras de Rubín no se pudieron publicar en el Fondo de Cultura Económica hasta la muerte de ellos.»

## Estilo literario
Los críticos literarios Emmanuel Carballo y Vicente Francisco Torres describen el estilo de Ramón Rubín como admirable y conmovedor por el amplio conocimiento de la naturaleza y de la condición humana. Sus obras se caracterizan por el interés de difundir costumbres y cosmogonías de grupos indígenas, un amplio uso del léxico y complejas construcciones ambientales. Ramón Rubín bautiza algunos de sus textos literarios publicados en El Informador como “casicuentos”, construcciones literarias con elementos que las dotan de particularidad en lo que podría considerarse una reforma del género.

## Premios y distinciones
- Premio Jalisco (1954)

- Premio de las Américas de la Asociación de Libreros de Nuevo México (1994)

- Premio Sinaloa de Ciencias y Artes (1995)

- Premio Jalisco (1997)

## Obras

### Novelas
- El callado dolor de los tzotziles, e. a. 1948
- Ese rifle sanitario, Imprenta Insurgentes, Guadalajara, 1948
- La loca, Talleres Vera, 1950; DIFOCUR - Sinaloa/UAS, 1995
- La canoa perdida, novela mestiza, Altiplano, Guadalajara, 1951
- El canto de la grilla, Altiplano, Guadalajara, 1952
- La bruma lo vuelve azul, FCE, Letras Mexicanas, n.o 16, 1954
- La sombra del techincuagüe, Altiplano, Guadalajara, 1955
- Cuando el táguaro agoniza, Azteca, 1960
- Donde mi sombra se espanta, UV, Ficción, n.o 59, 1964
- El seno de la esperanza, EMU, 1964
- Río inmóvil, Secretaría de Cultura de Jalisco, Novedad de la Patria, 1992
- Desde el mar a las alturas, DIFOCUR - Gob. del Edo. de Sinaloa, 1998

### Cuentos
- Cuentos del medio rural mexicano, Imprenta Gráfica, Guadalajara, 1942
- Cuentos mestizos de México II, Imprenta Mundial, Guadalajara, 1948
- Tercer libro de cuentos mestizos, Imprenta Gráfica, Guadalajara, 1948
- Diez burbujas en el mar, sarta de cuentos salobres, Imprenta Mundial, Guadalajara, 1949
- Cuentos de indios, Ediciones Altiplano, Guadalajara, 1954
- Cuentos de indios, segundo libro, Ediciones Altiplano, Guadalajara, 1958
- El hombre que ponía huevos, Azteca, Guadalajara, 1961
- Las cinco palabras, FCE, 1969
- La revelación mística; Pedro Zamora: historias de un violador, s. p. i., 1983
- Los rezagados, Diana, 1983
- Navegantes sin ruta, Diana, 1983
- Cuentos del mundo mestizo, FCE, 1985
- Cuentos de la ciudad, UAM, 1990
- Casi cuentos en salsa Chirle, DIFOCUR, 1991
- Fábulas y versos, Universidad de Guadalajara, Xalli, 1991

### Autobiografía
- Rubinescas, Colegio de Sinaloa, 2005